# Tulip Time Festival
Het Tulip Time Festival is een jaarlijks terugkerend festijn rond het thema tulpen in het Amerikaanse stadje Holland (Michigan). Dergelijke tulip festivals worden verspreid over de Verenigde Staten gevierd in plaatsen die grotendeels worden bewoond, of ooit zijn gesticht door Nederlandse immigranten. Het Tulip Time Festival bestaat sinds 1929 en is uitgegroeid tot het grootste tulpenevenement van de Verenigde Staten. Tegenwoordig wordt het festijn in de tweede week van mei gehouden, en duurt het acht dagen.
De evenementen bestaan uit parades, concerten en vuurwerkshows en een Nederlandse markt, met onder meer een patatkraam. Elke dag schrobben leerlingen van de plaatselijke scholen de straat en dansen een traditionele klompendans. Gedurende deze week staan de door de gehele stad geplante tulpen doorgaans in bloei.
In 2004 werd het evenement gekozen als Best Small Town Festival door het tijdschrift Reader's Digest.

## Geschiedenis
In 1927 stelde Lida Rogers, een biologiedocente op Holland High School, aan de gemeente voor de tulp as stadsbloem te aanvaarden, vanwege de hechte banden met Nederland. In 1928 liet de gemeente 100.000 tulpenbollen importeren en in de stadsparken planten. Het jaar daarop nodigde de stad tijdens de bloeitijd in mei bezoekers uit. Het festijn was een succes en werd jaarlijks voortgezet.